# استفنی سوج
اِستِـفِنی سَوِج (انگلیسی: Stephanie Savage؛ زادهٔ ۱۹۶۹ میلادی) فیلم‌نامه‌نویس و تهیه‌کننده فیلم اهل کانادا است. وی از سال ۲۰۰۲ میلادی تاکنون مشغول فعالیت بوده‌است.
او دانش‌آموختهٔ رشتهٔ ادبیات انگلیسی و سینما از دانشگاه تورنتو و همچنین تئوری و تاریخ سینما از دانشگاه آیووا است.
از فیلم‌ها یا مجموعه‌های تلویزیونی که وی در آن‌ها نقش داشته است می‌توان به اندازه بامزه، فرشتگان چارلی ۲، هارت آو دیکسی، خاطرات کری، او. سی و دختر سخن‌چین اشاره نمود.